# Leif Jenssen
Leif Jenssen, född 19 mars 1948 i Fredrikstad, är en norsk före detta tyngdlyftare.
Jenssen blev olympisk guldmedaljör i 82,5-kilosklassen i tyngdlyftning vid sommarspelen 1972 i München.